# Земун (футбольний клуб)
Земун (серб. Фудбалски клуб Земун) — сербський футбольний клуб із колишнього однойменного міста, а зараз — району Белграда, заснований 1946 року під назвою «Єдинство». Сучасна назва — з 1986 року.

## Досягнення
- Фіналіст Кубка Сербії — 2008